# Benevento Calcio 2008-2009
Questa pagina raccoglie le informazioni riguardanti il Benevento Calcio nelle competizioni ufficiali della stagione 2008-2009.

## Rosa
| N. |                      | Ruolo | Calciatore           |
| -- | -------------------- | ----- | -------------------- |
|    | Francia (bandiera)   | C     | Joseph Agyriba       |
|    | Italia (bandiera)    | D     | Antonio Aquilanti    |
|    | Argentina (bandiera) | A     | Sebastián Bueno      |
|    | Italia (bandiera)    | C     | Imperio Carcione     |
|    | Brasile (bandiera)   | C     | Luiz Edoardo Carloto |
|    | Italia (bandiera)    | A     | Luigi Castaldo       |
|    | Italia (bandiera)    | D     | Davide Cattaneo      |
|    | Argentina (bandiera) | C     | Maximiliano Cejas    |
|    | Italia (bandiera)    | C     | Giampaolo Ciarcià    |
|    | Italia (bandiera)    | C     | Daniele Cinelli      |
|    | Italia (bandiera)    | A     | Giampiero Clemente   |
|    | Italia (bandiera)    | D     | Francesco Colombini  |
|    | Italia (bandiera)    | P     | Paolo Corradino      |
|    | Italia (bandiera)    | C     | Vincenzo De Liguori  |
|    | Italia (bandiera)    | A     | Matteo Di Piazza     |

| N. |                      | Ruolo | Calciatore         |
| -- | -------------------- | ----- | ------------------ |
|    | Italia (bandiera)    | A     | Felice Evacuo      |
|    | Italia (bandiera)    | D     | Salvatore Ferraro  |
|    | Italia (bandiera)    | P     | Pier Graziano Gori |
|    | Italia (bandiera)    | D     | Daniele Gregori    |
|    | Italia (bandiera)    | D     | Giovanni Ignoffo   |
|    | Italia (bandiera)    | C     | Carmelo Imbriani   |
|    | Argentina (bandiera) | D     | Juan Landaida      |
|    | Italia (bandiera)    | P     | Luca Mondini       |
|    | Italia (bandiera)    | C     | Diego Palermo      |
|    | Italia (bandiera)    | C     | Giuseppe Statella  |
|    | Brasile (bandiera)   | D     | Rafael Tesser      |
|    | Italia (bandiera)    | C     | Marco Tufano       |
|    | Italia (bandiera)    | C     | Antonio Vacca      |
|    | Italia (bandiera)    | D     | Walter Zullo       |

## Risultati

### Campionato

#### Girone di andata
| 31 agosto 2008 1ª giornata | Perugia | 2 – 1 | Benevento |  |

| 7 settembre 2008 2ª giornata | Benevento | 3 – 0 | Virtus Lanciano |  |

| 14 settembre 2008 3ª giornata | Taranto | 1 – 1 | Benevento |  |

| 21 settembre 2008 4ª giornata | Benevento | 1 – 0 | Paganese |  |

| 3 settembre 2008 5ª giornata | Crotone | 1 – 0 | Benevento |  |

| 5 ottobre 2008 6ª giornata | Benevento | 2 – 1 | Ternana |  |

| 12 ottobre 2008 7ª giornata | Sorrento | 1 – 1 | Benevento |  |

| 19 ottobre 2008 8ª giornata | Benevento | 2 – 2 | Pescara |  |

| 26 ottobre 2008 9ª giornata | Pistoiese | 1 – 3 | Benevento |  |

| 2 novembre 2008 10ª giornata | Benevento | 2 – 3 | Marcianise |  |

| 9 novembre 2008 11ª giornata | Benevento | 2 – 1 | Foligno |  |

| 28 novembre 2008 12ª giornata | Foggia | 1 – 1 | Benevento |  |

| 23 novembre 2008 13ª giornata | Benevento | 3 – 0 | Gallipoli |  |

| 30 dicembre 2008 14ª giornata | Arezzo | 4 – 1 | Benevento |  |

| 7 dicembre 2009 15ª giornata | Benevento | 2 – 1 | Juve Stabia |  |

| 14 dicembre 2008 16ª giornata | Cavese | 1 – 1 | Benevento |  |

| 21 dicembre 2008 17ª giornata | Benevento | 2 – 0 | Potenza |  |

#### Girone di ritorno
| 11 gennaio 2009 18ª giornata | Benevento | 1 – 0 | Perugia |  |

| 18 gennaio 2009 19ª giornata | Virtus Lanciano | 0 – 1 | Benevento |  |

| 25 gennaio 2009 20ª giornata | Benevento | 2 – 0 | Taranto |  |

| 8 febbraio 2009 21ª giornata | Paganese | 1 – 1 | Benevento |  |

| 15 febbraio 2009 22ª giornata | Benevento | 1 – 2 | Crotone |  |

| 22 febbraio 2009 23ª giornata | Ternana | 2 – 1 | Benevento |  |

| 1º marzo 2009 24ª giornata | Benevento | 1 – 0 | Sorrento |  |

| 15 marzo 2009 25ª giornata | Pescara | 1 – 1 | Benevento |  |

| 22 marzo 2009 26ª giornata | Benevento | 2 – 0 | Pistoiese |  |

| 29 marzo 2009 27ª giornata | Marcianise | 1 – 1 | Benevento |  |

| 5 aprile 2009 28ª giornata | Foligno | 0 – 1 | Benevento |  |

| 11 aprile 2009 29ª giornata | Benevento | 1 – 1 | Foggia |  |

| 19 aprile 2009 30ª giornata | Gallipoli | 2 – 0 | Benevento |  |

| 26 aprile 2009 31ª giornata | Benevento | 2 – 1 | Arezzo |  |

| 3 maggio 2009 32ª giornata | Juve Stabia | 0 – 1 | Benevento |  |

| 10 maggio 2009 33ª giornata | Benevento | 1 – 0 | Cavese |  |

| 17 maggio 2009 34ª giornata | Potenza | 1 – 3 | Benevento |  |

#### Play-Off
| Foggia 31 maggio 2009 Semifinali - Andata | Foggia | 0 – 0 | Benevento | Stadio Zaccheria |

| Benevento 7 giugno 2009, ore 16:00 UTC+2 Semifinali - Ritorno | Benevento | 2 – 2 | Catanzaro | Stadio Ciro Vigorito |
| \| \| \| \| \| 37’ \| Marcatori \| 15’ \|                     |           |       |           |                      |
|                                                               |           |       |           |                      |
| 37’                                                           | Marcatori | 15’   |           |                      |

| Crotone 14 giugno 2009 Finale - Andata | Crotone | 1 – 1 | Benevento | Stadio Ezio Scida |

| Benevento 21 giugno 2009 Finale - Ritorno | Benevento | 0 – 1 | Crotone | Stadio Ciro Vigorito |

### Coppa Italia
| Arbitro: | Meli di Parma |

|  |           |              |
|  | Marcatori | 89’ Tempesti |

| Treviso 17 agosto 2008, ore 20:30 CEST Secondo turno                        | Treviso   | 2 – 2         | Benevento | Stadio Stadio Omobono Tenni |
| \| \| \| \| \| Dionisi 29’ (rig.) Luci 59’ \| Marcatori \| 52’ Germinale \| |           |               |           |                             |
|                                                                             |           |               |           |                             |
| Dionisi 29’ (rig.) Luci 59’                                                 | Marcatori | 52’ Germinale |           |                             |